# زگیل لاتیوم

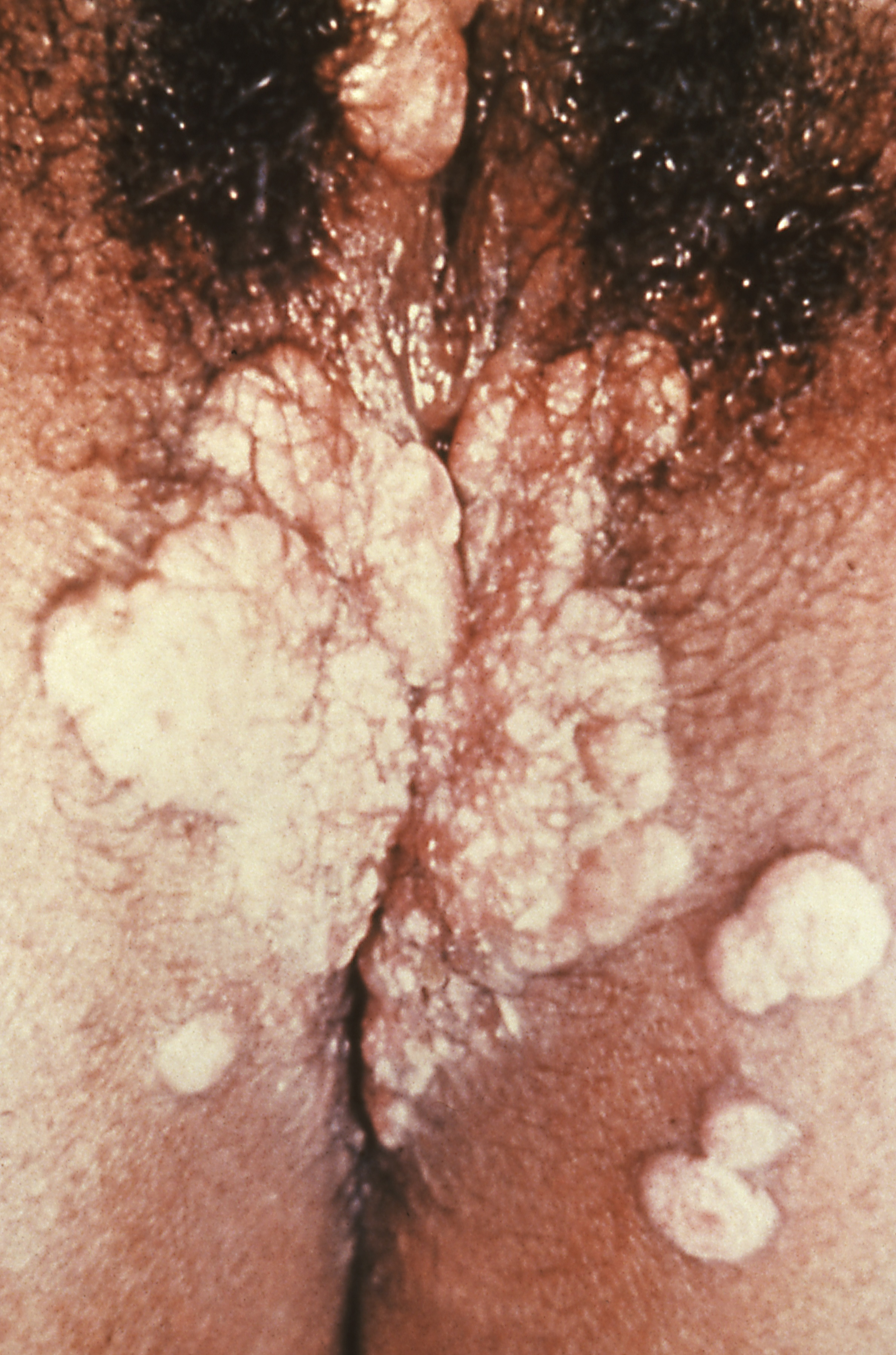
زگیل لاتیوم که در مرحله ثانویه سیفلیس خودش را نشان داده است

زگیل لاتیوم (انگلیسی: Condylomata lata) نوعی زگیل است که در قسمت تناسلی بدن بر روی پوست نمایان می شود. 
زگیل لاتیوم معمولاً مسطح و به رنگ سفید است و به عنوان یکی از علائم بیماری سیفلیس در مرحله ثانویه آن شناخته می‌شود و و روی غشای مخاطی رشد می‌کند.